# Aek Loba
Aek Loba is een bestuurslaag in het regentschap Asahan van de provincie Noord-Sumatra, Indonesië. Aek Loba telt 3012 inwoners (volkstelling 2010).